# Нана
Нана или мента (Mentha) је космополитски род зељастих биљака из породице уснатица (Lamiaceae). Тачна разлика између врста је нејасна; процењује се да постоје 13 до 24 врсте. Хибридизација се дешава природно тамо где се распони неких врста преклапају. Познати су многи хибриди и сорте.
Род има субкосмополитску распрострањеност широм Европе, Африке – (Јужна Африка), Азије, Аустралије – Океаније, Северне Америке и Јужне Америке. Његове врсте се могу наћи у многим срединама, али већина најбоље расте у влажним срединама и влажним земљиштима.

## Опис
Нана је широко распрострањена биљка. Висока је и до тридесет центиметара. Има пријатан мирис. Најчешће се користи код стомачних тегоба. Користи се за прављење чаја.
Нана је ароматична, готово искључиво вишегодишња биљка. Она има широко распрострањене подземне и надземне столоне и усправне, четвртасте разгранате стабљике. Нана може да нарасте 10–120 cm (4–48 инча) у висину и може се ширити на неодређено подручје. Због њене склоности да се неконтролисано шири, неке сорте нане се сматрају инвазивним.
Листови су распоређени у наспрамним паровима, облика од дугуљастих до копљастих, често перуханих, са назубљеним рубом. Боје листова варирају од тамнозелене и сиво-зелене до љубичасте, плаве, а понекад и бледо жуте.
Цветови се производе у дугим листовима из пазуха листова. Они су беле до љубичасте боје и производе се у лажним вијугама које се називају вертикиластри. Венчић је двоусни са четири подједнака режња, горњи режањ је обично највећи. Плод је орашаст, и садржи једну до четири семенке.

## Таксономија
Мента је члан племена Mentheae у потпородици Nepetoideae. Племе садржи око 65 родова, а односи унутар њега остају нејасни. Аутори се не слажу у погледу класификације Mentha. На пример, M. cervina је смештена у Pulegium и Preslia, а M. cunninghamii у Micromeria. Године 2004, једна молекуларна филогенетичка студија је показала да M. cervina и M. cunninghamii треба да буду укључене у Mentha. Међутим, M. cunninghamii је искључена у третману рода из 2007. године.
Више од 3.000 имена објављено је у роду Mentha, по рангу од врста до облика, од којих се већина сматра синонимима или нелегитимним именима. Таксономија рода је отежана јер се многе врсте лако хибридизују или су саме изведене из могућих древних догађаја хибридизације. Семе из хибрида даје променљиво потомство, које се може ширити вегетативним размножавањем. Варијабилност је довела до онога што је описано као „пароксизми врста и подспецифичних таксона”; на пример, један таксономиста је објавио 434 нова таксона менте само за централну Европу између 1911. и 1916. године. Недавни извори препознају између 18 и 24 врсте.

## Класификација рода
Врсте
- -{Mentha aquatica
- Mentha arvensis
- Mentha asiatica
- Mentha australis
- Mentha canadensis
- Mentha cervina
- Mentha citrata (syn. M. odorata)
- Mentha crispata
- Mentha cunninghamii
- Mentha dahurica
- Mentha diemenica
- Mentha gattefossei
- Mentha grandiflora
- Mentha haplocalyx
- Mentha japonica
- Mentha kopetdaghensis
- Mentha laxiflora
- Mentha longifolia}- - коњски босиљак
- -{Mentha pulegium
- Mentha requienii
- Mentha sachalinensis
- Mentha satureioides
- Mentha spicata (syn. M. viridis)
- Mentha suaveolens (syn. M. rotundifolia)
- Mentha vagans}-

### Хибриди
Род менте има велику групу признатих хибрида. Оне које прихвата база података Биљке света онлајн су наведене у наставку. Родитељске врсте су преузете из Такер & Наци (2007). Синоними, заједно са сортама и варијететима где су доступни, укључени су у специфичне нотоврсте.
- Mentha × carinthiaca Host - M. arvensis × M. suaveolens
- Mentha × dalmatica Tausch - M. arvensis × M. longifolia
- Mentha × dumetorum Schult. - M. aquatica × M. longifolia
- Mentha × gayeri Trautm. - M. longifolia × M. spicata × M. suaveolens
- Mentha × gracilis Sole (syn. Mentha × gentilis) - M. arvensis × M. spicata – ginger mint, Scotch spearmint
- Mentha × kuemmerlei Trautm. - M. aquatica × M. spicata × M. suaveolens
- Mentha × locyana Borbás - M. longifolia × M. verticillata
- Mentha × piperita L. - M. aquatica × M. spicata – peppermint, chocolate mint
- Mentha × pyramidalis Ten. - M. aquatica × M. microphylla
- Mentha × rotundifolia (L.) Huds. - M. longifolia × M. suaveolens – false apple mint
- Mentha × suavis Guss. (syn. Mentha × amblardii,[14] Mentha × lamiifolia,[15] Mentha × langii,[16] Mentha × mauponii,[17] Mentha × maximilianea,[18] Mentha × rodriguezii,[19] Mentha × weissenburgensis[20]) - M. aquatica × M. suaveolens[21]
- Mentha × verticillata L. - M. aquatica × M. arvensis
- Mentha × villosa Huds. (syn. M. nemorosa) - M. spicata × M. suaveolens – large apple mint, foxtail mint, hairy mint, woolly mint, Cuban mint, mojito mint, and yerba buena in Cuba
- Mentha × villosa-nervata Opiz - M. longifolia × M. spicata – sharp-toothed mint
- Mentha × wirtgeniana F.W.Schultz (syn. Mentha × smithiana) - M. aquatica × M. arvensis × M. spicata – red raripila mint

### Уобичајени називи и сорте
Постоје стотине уобичајених назива за врсте и сорте Mentha. Ови укључују:
- Apple mint - Mentha suaveolens и Mentha × rotundifolia
- Banana Mint - Mentha arvensis 'Banana'
- Bowles mint - Mentha villosa и Mentha × villosa 'Alopecuroides'
- Canada mint - Mentha canadensis
- Chocolate mint - Mentha × piperita 'Chocolate'
- Corsican Mint - Mentha requienii
- Cuba mint - Mentha x villosa
- Curly Mint - Mentha spicata 'Curly'
- Eau de Cologne mint - Mentha × piperita 'Citrata'
- Field mint - Mentha arvensis
- Flea mint - Mentha requienii
- Ginger mint - Mentha × gracilis
- Gray mint - Mentha longifolia
- Green mint - Mentha spicata
- Grey mint - Mentha longifolia
- Japanese Peppermint - Mentha arvensis var. piperascens
- Japanese mint or Japanese medicine mint - Mentha spicata 'Abura'
- Kiwi mint - Mentha cunninghamii
- Lemon mint - Mentha x piperita var. citrata and Mentha X gentilis
- Marsh mint - Mentha aquatica
- Meadow Mint - Mentha x gracilis и Mentha arvensis
- Mojito Mint - Mentha Spicata 'Mojito'
- Moroccan Mint - Mentha spicata var. crispa 'Moroccan' и менте прикупљене у Мароку
- Pennyroyal - Mentha pulegium
- Peppermint - Mentha × piperita и понекад Mentha requienii
- Pineapple mint - Mentha suaveolens 'Variegata' и Mentha suaveolens 'Pineapple'
- Polemint - Mentha pulegium
- Red Raripila mint - Mentha × wirtgeniana
- Round leaf mint - Mentha suaveolens
- Spearmint - Mentha spicata
- Strawberry mint - Mentha × piperita 'Strawberry'
- Swiss mint - Mentha × piperita 'Swiss'
- Tall mint - Mentha × wirtgeniana
- Tea mint - Mentha × verticillata
- Toothmint - Mentha × smithiana
- Water mint - Mentha aquatica
- Woolly mint - Mentha × rotundifolia

## Фосилни запис
†Mentha pliocenica фосилне семенке су биле ескавиране у плиоценским наслагама Двореца на десној обали реке Дњепар између градова Речица и Лојев, у југоисточној Белорусији. Фосилно семе је слично семену Mentha aquatica и Mentha arvensis.